# تيم سكوت
تيموثي يوجين سكوت (بالإنجليزية: Tim Scott )‏ (وُلد في 19 سبتمبر 1965) هو سياسي أميركي ورجل أعمال، كان عضو مجلس الشيوخ عن ولاية كارولاينا الجنوبية منذ عام 2013. هو عضو في الحزب الجمهوري، وعينته الحاكمة نيكي هيلي في عام 2013 في مجلس الشيوخ الأميركي. احتفظ بمقعده بعد فوزه في الانتخابات الخاصة في عام 2014 وانتخب لفترة ولاية كاملة في عام 2016.
في عام 2010، انتُخب سكوت في مجلس النواب الأمريكي عن الدائرة الأولى للكونغرس بولاية كارولاينا الجنوبية، حيث بقي هناك من 2011 إلى 2013. سابقًا، خدم سكوت لفترة واحدة (من 2009 إلى 2011) في جمعية كارولاينا الجنوبية العامة وخدم في مجلس مقاطعة تشارلستون من عام 1996 إلى عام 2008.
منذ يناير 2017، كان سكوت واحدًا من ثلاثة أمريكيين من أصل أفريقي في مجلس الشيوخ الأمريكي، وأول من يخدم في قاعتي الكونجرس. كان سكوت سابع أمريكي من أصل أفريقي يُنتخب لمجلس الشيوخ، والخامس من الحزب الجمهوري. وهو أول عضو مجلس شيوخ أمريكي من أصل أفريقي من ولاية كارولاينا الجنوبية، وأول عضو مجلس شيوخ أمريكي من أصل أفريقي يُنتخب من جنوب الولايات المتحدة منذ عام 1881 (بعد أربع سنوات من نهاية عصر إعادة الإعمار)، وأول جمهوري أمريكي من أصل أفريقي يخدم في مجلس الشيوخ الأمريكي منذ مغادرة إدوارد بروك في عام 1979.

## النشأة، والتعليم، والعمل الوظيفي
ولد سكوت في نورث تشارلستون بولاية كارولاينا الجنوبية، هو ابن فرانسيس، وهي  مُساعِدة تَّمْريض، وبن سكوت. انفصل والديه عندما كان في السابعة من عمره. نشأ في الطبقة العاملة الفقيرة مع والدته التي كانت تعمل لمدة 16 ساعة في اليوم لإعالة أسرتها، بما في ذلك إخوة تيم. شقيقه الأكبر هو رقيب أول في الجيش الأمريكي. أما شقيقه الأصغر فهو عقيد في سلاح الجو الأمريكي.
تخرج من مدرسة آر بي ستال الثانوية. التحق سكوت بكلية بريسبيتيريان من 1983 إلى 1984 في منحة جزئية لكرة القدم. تخرج من جامعة تشارلستون الجنوبية عام 1988 بدرجة بكالوريوس العلوم في العلوم السياسية. سكوت هو أيضًا من خريجي برنامج بالميتو بويز بولاية كارولاينا الجنوبية، وهي تجربة استشهد بها كعامل مؤثر في قراره بدخول الخدمة العمومية.
بالإضافة إلى حياته السياسية، يمتلك سكوت وكالة تأمين، تيم سكوت ألستيت، وعمل مستشارًا ماليًا.

## مناصب
تولى منصب عضو مجلس الشيوخ الأمريكي (3 يناير 2017–3 يناير 2019)، وعضو مجلس الشيوخ الأمريكي (6 يناير 2015–3 يناير 2017)، وعضو مجلس الشيوخ الأمريكي (3 يناير 2013–3 يناير 2015)، وعضو مجلس الشيوخ الأمريكي (منذ 2 يناير 2013)، وعضو مجلس النواب الأمريكي (5 يناير 2011–2 يناير 2013)، وعضو مجلس نواب كارولاينا الجنوبية (2009–2010)، وعضو المجلس المحلي ‏ (1995–2008)، وعضو مجلس النواب الأمريكي.
وفي 13 نوفمبر 2023، انسحب المرشح الجمهوري للرئاسة السيناتور تيم سكوت من ولاية ساوث كارولينا، من الانتخابات التمهيدية للحزب الجمهوري لعام 2024، في أحدث خروج رفيع المستوى من السباق الرئاسي. وأعلن سكوت عن ذلك في برنامج Sunday Night in America with Trey Gowdy على قناة "فوكس نيوز" Fox News.

## التعليم
تعلم في Charleston Southern University ‏، وتحصل منها على بكالوريوس العلوم (حتى 1988)، والكلية المشيخية ‏ (1983–1984).